# Eternalizm (filozofia czasu)
Eternalizm – to fizyczna lub filozoficzna koncepcja czasu, zgodnie z którą obecne, przeszłe i przyszłe wydarzenia, które wydają się następować po sobie w czasie, współistnieją w rzeczywistości na osi czasu.
Ten prąd filozoficzny przeciwstawia się prezentyzmowi.
Eternalizm twierdzi, że cała egzystencja w czasie jest równie realna (w przeciwieństwie do prezentyzmu). Eternalizm wg niektórych nadaje czasowi podobną ontologię jak przestrzeń, uznając go jako wymiar, przy czym różne czasy są tak realne jak różne miejsca, a przyszłe wydarzenia są „już tam” w tym samym sensie, jak miejsca tak,  że istnieje brak obiektywnego upływu czasu (czyli nasze odczuwanie upływu czasu jest tylko złudzeniem). Czasami nazywany jest też teorią  „wszechświata blokowego” ze względu na opis czasoprzestrzeni jako niezmiennego czterowymiarowego „bloku”, w przeciwieństwie do postrzegania świata jako trójwymiarowej modulowanej przestrzeni z upływem czasu.